# Erupción de Los Chocoyos
La erupción de los Chocoyos fue un evento volcánico ocurrido en Guatemala hace aproximadamente 84.000 años. Esta erupción fue el tercer evento volcánico más importante y grande de la época del cuaternario a nivel mundial quedando detrás de la super erupción del super volcán Toba. Este proceso es del tipo caldera volcánica y ha ocurrido por lo menos 3 veces durante los últimos 14 millones de años. Luego de la formación de la Caldera Atitlán II hubo un período de reposo en el cual no hubo actividad volcánica en la zona, típico de sistema tipo caldera como el del Lago de Atitlán.

## Ciclos Eruptivos
La formación de la Caldera Atitlán III es la última de un proceso de 3. Anteriormente se había registrado ya 2 erupciones de caldera en la zona que formaron la Caldera Atitlán I y II. El proceso es simple, gran cantidad de magma se acumula debajo de la corteza terrestre, erupciona de forma muy violenta, y luego deja un "vacío" donde la superficie colapsa rellenando el espacio debajo de la superficie que después se llena con sedimentos y si hay un río pueden incluso formar un Lago al pasar de los siglos. 
El ciclo de la Caldera Atitlán 1 inició hace 14-11 ma y fue con la formación de estratovolcanes que luego de un período de reposo se dio lugar a 5 erupciones silíceas consecutivas denominadas "María Tecún" que dieron lugar a la cordillera más al norte de la caldera actual. Aunque no haya vestigios visibles de estos volcanes, hay evidencias de su existencia gracias a los xenolitos presentes en las Tobas de los depósitos de flujos encontrados. Luego ocurre el colapso del techo de la cámara magmática llevándose consigo los volcanes formados y así formando la primera caldera. Después de ello, el proceso de erosión tuvo lugar donde la depresión formada se llenó de plantas y arenisca. Además de las lluvias que deforman el terreno con el pasar del tiempo. Actualmente, aún hay vestigios de la Caldera Atitlán I más al norte de la actual caldera. 
Luego el Segundo Ciclo donde se formó la Caldera Atitlán II del mismo modo que el anterior. Inicia con la formación de grandes estratovolcanes andesíticos cuyos vestigios se pueden encontrar al este de la cuenca por San Antonio Palopó. Dichos restos volcánicos están ahora cubiertos por otros depósitos de erupciones posteriores. Luego, la serie de erupciones San Jorge, El Adelanto, Catarata Inferior y Superior, y la Panajachel. Finalmente, ocurre el colapso dando lugar a la Caldera Atitlán II, seguido de un proceso de erosión.
Después inicia el Tercer Ciclo donde se forma la Caldera Atitlán III de la misma forma que los procesos anteriores. Inició con la formación de estratovolcanes cuaternarios andesíticos, volcanes que eran: Tecolote ubicado en San José Chacayá, San Marcos que hoy en día es el Cerro San Marcos y el Paquisis ubicado en San Pedro la Laguna llamado Cerro Paquisis. Luego de un período de reposo, inicia el proceso de formación de caldera con la Erupción de los Chocoyos.

## Erupción de los Chocoyos
Las super erupciones se categorizan principalmente por la cantidad de material emitido (superando los 1,000 km3) y los efectos desencadenantes a nivel global. Para poner en contexto la magnitud de esta erupción (la de los Chocoyos) usaremos la erupción del Toba. La erupción del Toba fue 3 veces más grande que la erupción de los chocoyos alcanzando los 3,200 km3 de material; mientras que la erupción de los chocoyos alcanzó los 1,200 km 3. 
La Erupción de los Chocoyos fue precedida por una erupción mixta, iniciada por un Plutón Riolítico cerca de los 10 km de la superficie de alrededor de unos 5-10 km cúbicos dando lugar dos erupciones violentas antes del evento mayor. Después se da la formación de un plutón riolítico aún mayor, cercano a los 1200 km cúbicos. Seguida la formación del plutón, se da una erupción tipo IEV 8 donde más de 1220 km cúbicos de magma viscoso hacen su rápida ascensión a la superficie creando la primera super erupción oficialmente reconocida de Centroamérica en toda su historia geológica hasta donde se tienen datos.  
La supererupción proyectó cenizas a más de 40km de altura y flujos piroclásticos durante más de 20 días continuos, que devastaron el territorio de la actual Guatemala y dejan depósitos tan lejanos como en el estado de Florida, Sur de México, Honduras y El Salvador llegándose a encontrar depósitos de la misma hasta en costas de Ecuador. Debido a la cantidad tan masiva de material expulsado, los flujos piroclásticos dejaron depósitos cercanos a los 40 metros en algunas zonas como en la ciudad de Quetzaltenango y el actual valle de la Ciudad de Guatemala.
Se cree que los mismos flujos tuvieron la capacidad de subir elevaciones geográficas de alturas considerables, afectando el curso de ríos por siglos e incluso cambiar de forma significativa la fauna y flora del actual territorio de Guatemala. Solo los depósitos de los flujos en si conforman entre 250-350km3 del material expulsado hasta donde se han tenido datos. Se cree que puede ser mayor el volumen de los mismos debido a que aun faltan partes del sur de Guatemala y costas del Pacífico por estudiar. La tefra conforma otros 150km3 del material expulsado hasta donde se tienen datos. La enorme cantidad de material expulsado creó una caldera de 900 metros de profundidad y 18 km de diámetro. Actualmente, la mayoría de este espacio está ocupado por el actual Lago de Atitlán. 
Los depósitos de esta supererupcion pueden encontrarse desde el actual lago Atitlan, Quetzaltenango, Ciudad de Guatemala e incluso en lugares lejanos como Chiapas, el Lago Peten Itza, El Salvador, Honduras y los respectivos océanos Pacífico (cercano al Ecuador) y Atlántico (llegando a Florida e incluso Texas en Estados Unidos). 

## Efectos Post-Erupción
En los momentos finales de la erupción los volcanes que en ese entonces se encontraban en el lugar, cedieron junton con el suelo que era sujetado por todo el material expulsado dejando una caldera de 900 metros de profundidad y 18 km de diámetro. Las cenizas como se mencionó anteriormente llegó a depositarse en lugares tan lejanos como Texas y Florida. Sin embargo, las cenizas de esta supererupcion (como otras de esta magnitud) pudieron dispersarse por todo el mundo en cuestión de días, semanas o meses; creando espectaculares puestas de sol en algunos lugares.
La erupción también afecto al clima mundial de manera muy directa e incluso (según nuevas investigaciones) se cree que la supererupcion del Toba en Indonesia pudieron haber ocurrido en un periodo muy cercano, es decir, sería el primer caso del que se tenga constancia de dos super erupciones juntas en diferentes partes del mundo al mismo tiempo (hablando en tiempo geológico). Esta nueva data es sugerida por los abruscos picos de aerosoles expulsados a la atmósfera en los últimos 100,000 años encontrados en lugares como Groenlandia. La erupción de los chocoyos expulso una inmensa cantidad de gases de efecto invernadero que bloquearon la luz solar y haciendo que las temperaturas bajaran considerablemente en todo el mundo durante siglos; ya sea por la propia erupción o por el efecto doble de la super erupción del Toba con menos de mil años de diferencia.
Los volcanes actuales de San Pedro, Tolimán y Atitlán forman parte del Cuarto Ciclo eruptivo de este sistema de caldera cuyo ciclo termina con una supererupcion o varias erupciones violentas dando como resultado una nueva caldera. Sin embargo, la posibilidad de una erupción tipo caldera en el área es mínima durante los siguientes miles de años. De ocurrir algún evento volcánico sería a través de los ya existentes conductos abiertos, es decir, los actuales volcanes; aunque más probablemente el volcán Atitlan que es el que ha presentado actividad en tiempos históricos y aun hoy en día es posible observar actividad fumarologica en su cumbre.